# Topolowgrad
Topolowgrad (bulgarisch Тополовград, Stadt der Pappeln, türk. Kavaklı, griech. Καβακλί) ist eine Stadt mit 4986 Einwohnern (2016) im bulgarischen Oblast Chaskowo auf der Nordseite des Sakar-Gebirges und zugleich Verwaltungssitz der gleichnamigen Gemeinde.
Topolowgrad liegt an der Republikstraße 2. Ordnung II-76, welche die Stadt mit Charmanli im Westen und Elchowo im Nordosten verbindet.

## Geografie
Topolowgrad liegt an den nördlichen Abhänge des Gebirges Sakar in dessen Übergang zur Manastir-Erhebungen. In der Nähe verläuft die bulgarisch-türkische Grenze, wobei sich die nächsten Grenzübergänge bei Swilengrad (Grenzübergang Kapitan Andreewo-Kapıkule) und Lessowo (Grenzübergang Lessowo-Hamzabeyli) befinden. Die nächste größere Ortschaft ist Elchowo. Die Provinzhauptstadt Chaskowo liegt ca. 90 km in westlicher und Jambol, 55 km in nordöstlicher Richtung.
Durch Topolowgrad verläuft ebenfalls die Straße 3. Ordnung III-559.
Topolowgrad ist nicht an das bulgarische Schienennetz angeschlossen. Die nächstgelegenen Bahnhöfe befinden sich in Jambol und in Simeonowgrad.

## Gemeinde Topolowgrad
Der Stadtrat fungiert gleichzeitig als Gemeinderat und ist für die Kontrolle aller Bürgermeister der Gemeindeortschaften zuständig. Zur Gemeinde Topolowgrad (bulg. Община Тополовград/Obschtina Topolowgrad) gehören außerdem noch folgende Dörfer:
| - Balgarska poljana - Chljabowo - Dobroselez - Filipowo - Kamenna reka - Kapitan Petko Wojwoda - Knjaschewo | - Mramor - Oreschnik - Orlow dol - Planinowo - Prisadez - Radowez - Sakarzi | - Swetlina - Sinapowo - Srem - Ustrem - Tschukarowo - Wladimirowo |

## Geschichte

### Osmanisches und neubulgarische Zeit
Auf einer Steuerliste (Defter) zur Zeit des Osmanischen Reiches 1492/93 sind in „Kavakli“ 33 muslimische Familien registriert. Zu Anfang des 17. Jahrhunderts sind 104 christliche Familien verzeichnet. In der Mitte des 19. Jahrhunderts war die Gegend befriedet und es begann ein intensiver Zuzug christlicher Bevölkerung. Allmählich entwickelte sich die Stadt zu einem Handwerks- und Handelszentrum, bekannt auch für ihren Weinanbau. Im Januar 1878 wurde die Stadt im Russisch-Osmanischen Krieg von 1877/78 durch vorrückende russische Truppen befreit und im Sommer desselben Jahres, nach dem Vertrag von Berlin, wurde sie ein Teil der autonomen Provinz Ostrumelien und wurde zum Zentrum des Bezirks Sliwen. Schon vor und besonders nach dem Abzug der Türken, nach der Vereinigung Bulgariens 1885 verschärften sich Spannungen zwischen der griechischen Bevölkerungsmehrheit und den Bulgaren. Kavakli (griechisch Καβακλί; heute Topolowgrad) wurde eine der Bastionen des Hellenismus in Bulgarien.
Ab 1906 begann die allmähliche Verdrängung der griechischen Bevölkerung der Stadt, vor allem 1911 – am Vorabend des Balkankrieges von 1912/13. Nach dem Zweiten Balkankrieg (1913) hatte die Stadt viele mazedonische und thrakische Flüchtlinge aufgenommen. Nach dem Ersten Weltkrieg 1919 und der Unterzeichnung des Abkommens zwischen Mollow und Kaphantaris, dem Mollow-Kaphantaris-Abkommen (1923), änderte sich die nationale Zusammensetzung völlig – alle Griechen wanderten aus und an ihre Stelle traten bulgarische Flüchtlinge vor allem aus West- und Ostthrakien, sowie dutzende Familien aus dem Ägäisraum und Makedonien.
Eine Zeitlang war die Kamelzucht ein Haupterwerbszweig. Diese war durch die Flüchtlinge aus Kleinasien dorthin gebracht worden. Mit Beschluss vom 30. August 1934 wurde Kavakli in Topolowgrad umbenannt und die Stadt zusammen mit dem Distrikt Elchowo in die Provinz Burgas aufgenommen. In den Jahren nach der Ankunft der bulgarischen Flüchtlinge aus Thrakien und Makedonien nahm in der Umgebung der Tabakanbau zu; viele Familien arbeiteten in der Landwirtschaft und Weinbau. 1935 wurde ein Stadtpark angelegt, 1936 wurden Straßenlaternen aufgestellt. 1938 begann der Bau neuer Schulen und des Gerichts, 1939 kam die Finanzverwaltung hinzu. Zu dieser Zeit gab es in der Stadt drei Kirchen, 1936 wurde der Neubau der Kirche der Jungfrau Maria fertiggestellt. Im Winter 1939 wurde Topolowgrad von Zar Boris III. besucht.

### 1944 bis heute

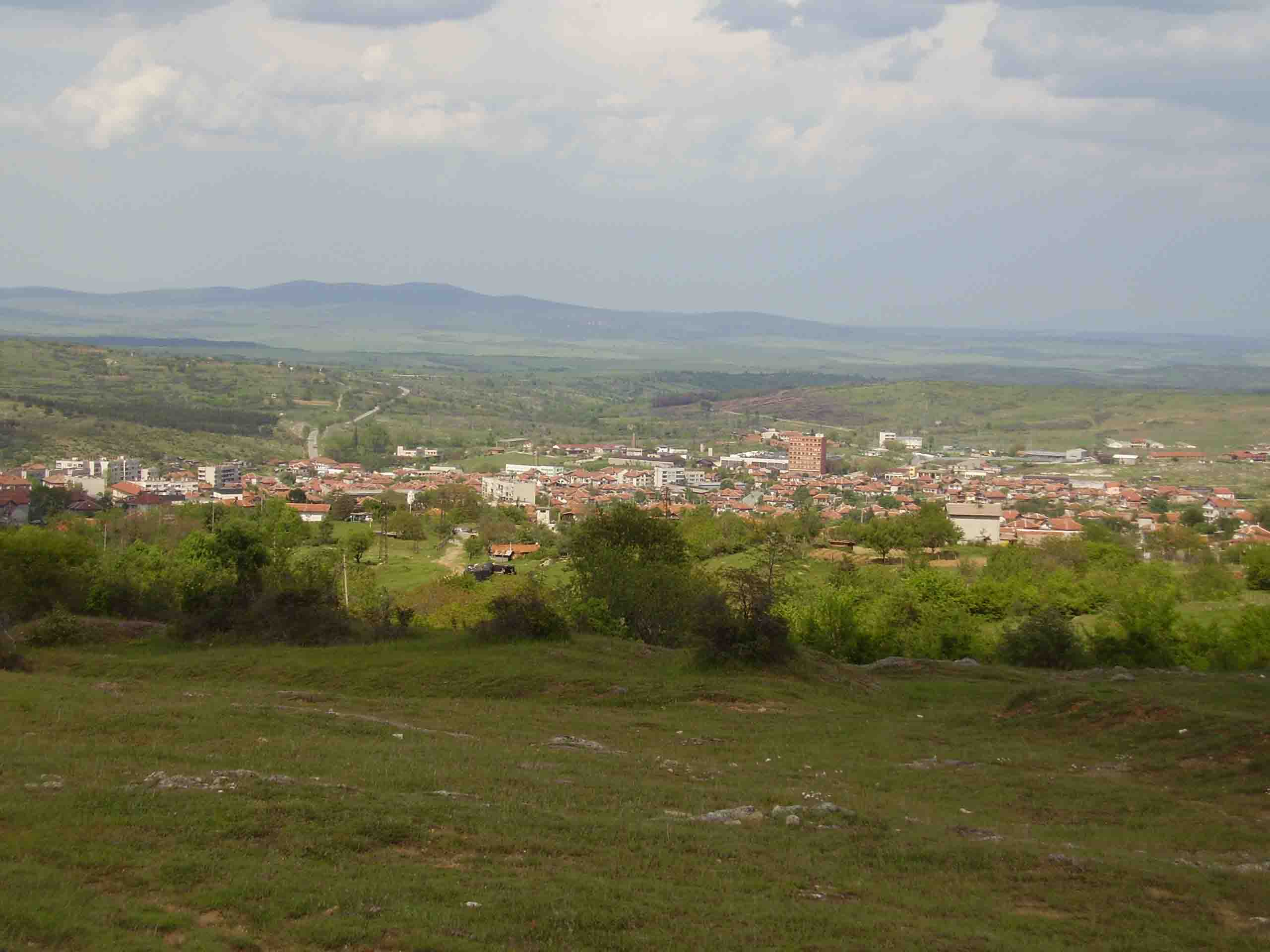
Topolowgrad

Nach dem 9. September 1944 wurde in Topolowgrad zu Ehren der sowjetischen militärischen Einheit eines Oberst Alexander Sergienko eine große Kundgebung abgehalten. Im Mai 1945 wurde Topolowgrad wieder Zentrum eines Bezirks. In den frühen 1950er-Jahren begann ein Bauboom mit einer Reihe öffentlicher Arbeiten – im Jahr 1952 baute man ein Krankenhaus, eine neue „Stalin“-Bibliothek wurde 1954 umbenannt in „Dimitar Blagoew-Bibliothek“. Am 18. Mai 1964 wurde die Stadt von Todor Schiwkow besucht.
In den 60er-Jahren begann der Versuch der Sesshaftmachung von Roma, deren Häuser am unteren Rand der Stadt und im Weiler St. Elias gebaut wurden. Seit den 70er-Jahren und besonders in den 80er-Jahren begann eine massive Auswanderung aus der Region und der Stadt. Besonders die Jungen zogen in größere Städte wie Stara Sagora, Jambol, Plowdiw, Chaskowo. Dieser Prozess setzt sich bis heute fort.

## Söhne und Töchter der Stadt
- Peter Mim (* 1952 als Peter Stefanow Todorow), Pantomime